# Ironman Texas
Der Ironman Texas (Memorial Hermann Ironman Texas) ist eine jährlich im April oder Mai stattfindende Triathlon-Sportveranstaltung über die Ironman-Distanz (3,86 km Schwimmen, 180,2 km Radfahren und 42,195 km Laufen) in The Woodlands im US-amerikanischen Bundesstaat Texas.

## Organisation
Der Ironman Texas wurde erstmals am 21. Mai 2011 ausgetragen – ca. 45 km nördlich von Houston. Das Rennen im Mai ermöglicht Amateuren eine frühe Qualifikation für einen Startplatz bei der Ironman World Championship auf Hawaii – unter ähnlichen Bedingungen wie in Kailua-Kona: Bei der Erstaustragung 2011 wurden hier 65 Slots (Startplätze für Hawaii) aufgeschlüsselt nach Teilnehmerhäufigkeit in den einzelnen Altersklassen vergeben, von 2012 bis 2014 wurden 50 Slots vergeben. Seit 2015 gibt es in The Woodlands 75 Qualifikationsplätze für den Ironman Hawaii.
Profi-Triathleten, die um die 150.000 US-Dollar Preisgeld im Rahmen des Ironman Texas kämpfen, können sich seit 2011 für den mit insgesamt 650.000 US-Dollar ausgeschriebenen Ironman Hawaii über das Kona Pro Ranking System (KPR) qualifizieren. In The Woodlands erhalten Sieger und Siegerin – wie auch beim Ironman Melbourne, beim Ironman South Africa, beim Ironman Germany sowie beim Ironman Brasil – je 4000 Punkte, weitere Platzierte eine entsprechend reduzierte Punktzahl.

Zum Vergleich: Der Sieger auf Hawaii erhält 8000 Punkte, die Sieger bei den übrigen Ironman-Rennen entweder 1000 oder 2000 Punkte. Seit 2015 sind die Siegerin und der Sieger des Ironman Texas direkt für den Ironman Hawaii qualifiziert.
Verkürzter Kurs 2016
2016 musste das Rennen auf einem verkürzten Radkurs ausgetragen werden (etwa 150 statt 180,2 km).
2017 wurde die Austragung vom Mai auf den 22. April vorverlegt und es wurden hier dann zum dritten Mal in Folge die Ironman North American Championship ausgerichtet.
Verkürzter Kurs 2018
Bei den Männern konnte im April 2018  Matt Hanson mit 7:39:25 Stunden einen neuen Streckenrekord einstellen und die ersten elf Männer konnten 2018 alle das Rennen mit einer Zeit unter acht Stunden beenden. Die Australierin Melissa Hauschildt erreichte das Ziel nach 8:31:04 Stunden und zehn Frauen blieben unter der 9-Stundenmarke.
Nach dem Rennen wurde aber bekannt, dass die Radstrecke kurzfristig aus Sicherheitsgründen um drei Kilometer verkürzt werden musste und die Zeiten somit nicht als offizielle Ironman-Rekorde anerkannt werden.

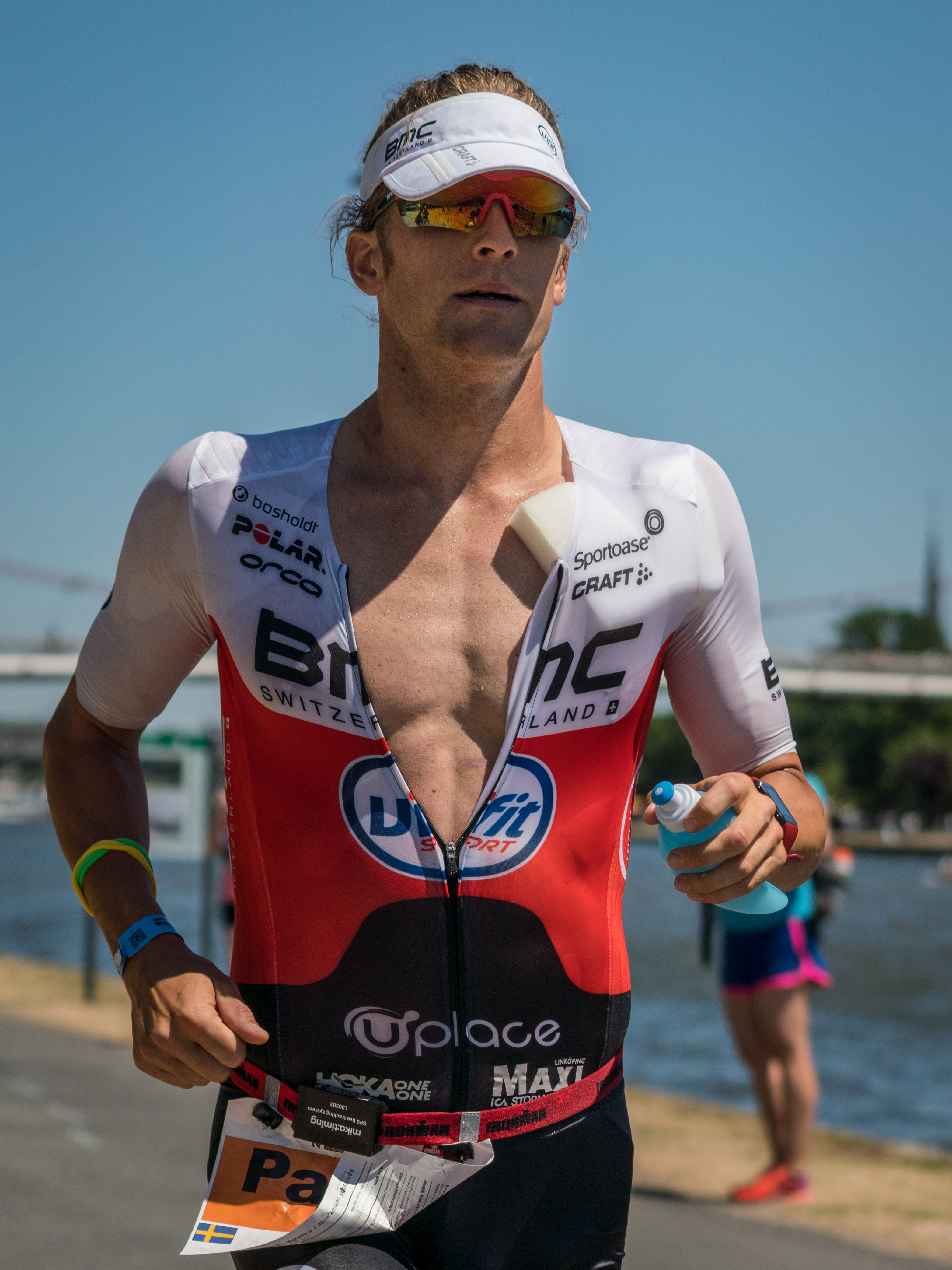
Patrik Nilsson – der Sieger 2019

Am 27. April 2019 wurden hier zum fünften Mal in Folge die Ironman North American Championship ausgerichtet. Eine ursprünglich für den 25. April 2020 geplante Austragung musste Anfang März im Rahmen der Ausbreitung des Coronavirus auf einen späteren Zeitpunkt verschoben und schließlich abgesagt werden.
Im August 2024 wurde verlautbart, dass der Sieger Tomás Rodríguez Hernández bei einer Doping-Kontrolle im April positiv getestet worden sei.  Im September wurde der Mexikaner von der Welt-Anti-Doping-Agentur (WADA) für zwei Jahre vom 6. Juni 2024 bis zum 5. Juni 2026 gesperrt und alle seiner Wettkampfergebnisse ab dem 27. April 2024 wurden gestrichen. Damit wurde der Deutsche Patrick Lange nachträglich zum Sieger ernannt.
Dieses Rennen wurde zuletzt am 26. April 2025 und zum 14. Mal ausgetragen. Die Britin Katrina Matthews sowie der der Norweger Kristian Blummenfelt stellten mit ihren Siegerzeiten neue Streckenrekorde ein.

### Streckenführung
- Die Schwimmdistanz verläuft durch den Woodlands-See – mit Einstieg im Norden und dem Ziel im Südosten.
- Die Radstrecke geht über eine Runde durch The Woodlands und endet wieder an ihrem Startpunkt.
- Von dort geht die Marathondistanz über drei Runden entlang des Woodlands-Sees.

### Streckenrekorde
- Bei den Männern konnte 2017 der US-Amerikaner Matt Hanson mit 7:52:44 Stunden als erster Athlet das Rennen nach 2015 zum zweiten Mal für sich entscheiden und erstellte damit eine neue Bestzeit für einen US-amerikanischen Athleten. Die ersten fünf Männer konnten alle das Rennen mit einer Zeit unter acht Stunden beenden. 2019 beendete der US-Amerikaner Rodolphe Von Berg das Rennen nach 7:44:51 Stunden[8]  und der Deutsche Patrick Lange verbesserte 2024 den Rekord auf 7:44:14 Stunden.

- Im April 2025 gewann die Britin Katrina Matthews das Rennen zum dritten Mal in Folge und sie stellte mit ihrer Siegerzeit von 8:10:34 Stunden eine neue Ironman-Bestzeit ein.[9]

## Siegerliste
| N ° | Datum/Jahr      | Männer                    | Männer                         | Männer              | Frauen                    | Frauen                  | Frauen             |
| N ° | Datum/Jahr      | Erster Platz              | Zweiter Platz                  | Dritter Platz       | Erster Platz              | Zweiter Platz           | Dritter Platz      |
| --- | --------------- | ------------------------- | ------------------------------ | ------------------- | ------------------------- | ----------------------- | ------------------ |
| 14  | 26. Apr. 2025   | Kristian Blummenfelt (SR) | Antonio Benito López           | Rodolphe Von Berg   | Katrina Matthews -3- (SR) | Taylor Knibb            | Lisa Perterer      |
| 13  | 27. Apr. 2024   | Patrick Lange -2-         | Clément Mignon                 | Matthew Marquardt   | Katrina Matthews -2-      | Penny Slater            | Lotte Wilms        |
| 12  | 22. Apr. 2023   | Rodolphe Von Berg         | Robert Wilkowiecki             | Matthew Marquardt   | Katrina Matthews          | Maja Stage Nielsen      | Jocelyn McCauley   |
| 11  | 23. Apr. 2022   | Ben Hoffman               | Magnus Ditlev                  | Jesper Svensson     | Jocelyn McCauley          | Lauren Brandon          | Joanna Ryter       |
| 10  | 9. Okt. 2021    | Andres Castillo Latorre   | Antonio Ferreira Da Silva Neto | Pablo Arce Diaz     | Alice Grant               | Ashley Dellosa          | Holly Smith        |
| 09  | 27. Apr. 2019   | Patrik Nilsson            | David Pleše                    | Andrew Starykowicz  | Daniela Ryf               | Jocelyn McCauley        | Jeanni Seymour     |
| 08  | 28. Apr. 2018 * | Matt Hanson -3-           | Ivan Tutukin                   | Will Clarke         | Melissa Hauschildt        | Jodie Robertson         | Lesley Smith       |
| 07  | 22. Apr. 2017   | Matt Hanson -2-           | Ronnie Schildknecht            | Tyler Butterfield   | Jodie Robertson           | Michaela Herlbauer      | Maja Stage Nielsen |
| 06  | 14. Mai 2016 *  | Patrick Lange             | Matthew Russell                | Terenzo Bozzone     | Julia Gajer               | Jodie Robertson         | Lisa Roberts       |
| 05  | 16. Mai 2015    | Matt Hanson               | Joe Skipper                    | Ronnie Schildknecht | Angela Duncan Naeth       | Leanda Cave             | Rachel Joyce       |
| 04  | 17. Mai 2014    | Bevan Docherty            | Matthew Russell                | Justin Daerr        | Kelly Handel Williamson   | Julia Gajer             | Amber Ferreira     |
| 03  | 18. Mai 2013    | Paul Amey                 | James Cunnama                  | Ian Mikelson        | Rachel Joyce              | Jennie Hansen           | Kim Schwabenbauer  |
| 02  | 19. Mai 2012    | Jordan Rapp               | Justin Daerr                   | Mathias Hecht       | Mary Beth Ellis           | Caitlin Snow            | Amy Marsh          |
| 01  | 21. Mai 2011    | Eneko Llanos              | Timothy O’Donnell              | Luke Bell           | Catriona Morrison         | Kelly Handel Williamson | Sofie Goos         |

| Ironman North American Championship |